# Diocese de Posadas
A Diocese de Posadas (em latim: Dioecesis Posadensis) é uma diocese localizada na cidade de Posadas, pertencente a Arquidiocese de Corrientes na Argentina. Foi fundada em 11 de fevereiro de 1957 pelo Papa Pio XII. Com uma população católica de 479.350 habitantes, sendo 75,2% da população total, possui 34 paróquias com dados de 2017.

## História
A Diocese de Posadas foi criada a partir da então Diocese de Corrientes em 11 de fevereiro de 1957. Em 16 de junho de 1986, perdeu território para a criação da Diocese de Puerto Iguazú. Em 13 de junho de 2009 juntamente com a Diocese de Puerto Iguazú, perdem territórios para a criação da Diocese de Oberá.

## Lista de bispos
A seguir uma lista de bispos desde a criação da diocese.
|       | Nome                   | Período    | Notas                                 |
| Bispo | Bispo                  | Bispo      | Bispo                                 |
| ----- | ---------------------- | ---------- | ------------------------------------- |
| 4º    | Juan Rubén Martínez    | 2000-atual |                                       |
| 3º    | Alfonso Delgado Evers  | 1994-2000  | nomeado Arcebispo de San Juan de Cuyo |
| 2º    | Carmelo Juan Giaquinta | 1986-1993  | nomeado Arcebispo de Resistencia      |
| 1º    | Jorge Kémérer, S.V.D.  | 1957-1986  |                                       |